# Itterbeck

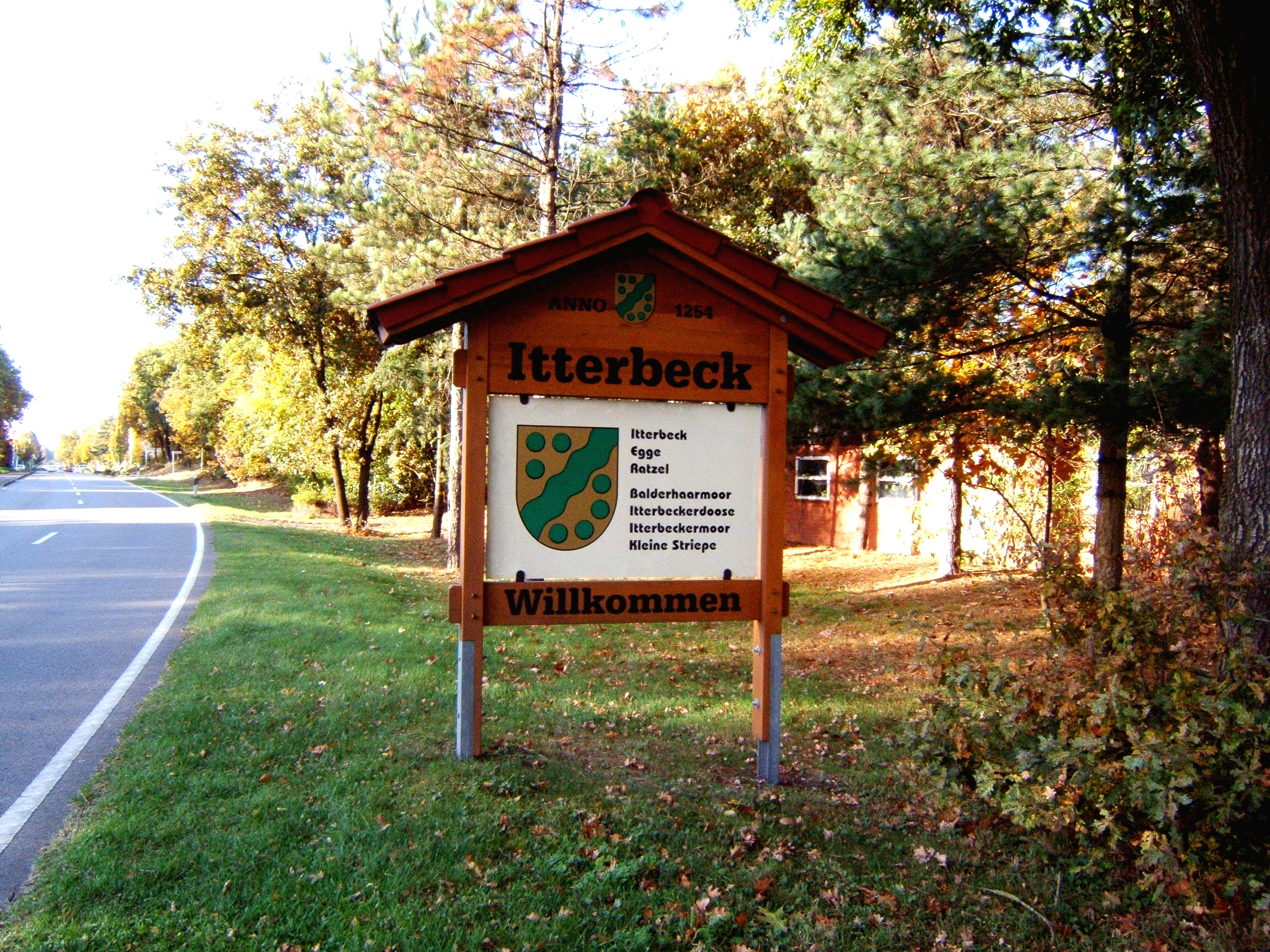
Begrüßungsschild am Ortseingang von Itterbeck

Itterbeck ist eine alte Bauerschaft, die sich zu einer eigenständigen Gemeinde mit 1820 Einwohnern entwickelt hat. Itterbeck gehört zur Samtgemeinde Uelsen im Landkreis Grafschaft Bentheim in Niedersachsen.

## Geografie
Landschaftlich ist Itterbeck durch Heide- und Waldlandschaften sowie kultivierte Moore gekennzeichnet. Sehenswert sind das Naturschutz- und FFH-Gebiet Itterbecker Heide sowie der „Egger Riese“, ein mehrere Meter hoher eiszeitlicher Findling. Die Quelle des Bachs Itter, der durch Itterbeck fließt, liegt gut einen Kilometer östlich von Itterbeck in einem Waldgebiet der Itterbecker Heide.

### Geografische Lage
Itterbeck liegt nordwestlich von Nordhorn an der Grenze zu den Niederlanden. Nordöstlich von Itterbeck liegt die Gemeinde Wilsum, östlich die Gemeinde Uelsen, südöstlich die Gemeinde Getelo und nordwestlich und südwestlich die Gemeinde Wielen, die ebenfalls alle zur Samtgemeinde Uelsen gehören. Im Westen befindet sich die niederländische Gemeinde Hardenberg, im Süden die Gemeinde Tubbergen (beide Provinz Overijssel).

### Gemeindegliederung
Die sieben Ortsteile der Gemeinde Itterbeck sind:
- Itterbeck
- Egge
- Itterbeckermoor
- Kleine Striepe
- Balderhaarmoor
- Itterbeckerdoose
- Ratzel

## Geschichte
Der Name Itterbeck leitet sich von dem durch die Ortschaft fließendem Bach Itter ab. Im Jahr 2004 feierte der Ort Itterbeck seinen 750. Geburtstag.

## Religion
Im Ortsteil Egge befindet sich eine evangelisch-reformierte Kapelle, die zum Kirchspiel Uelsen gehört.

## Politik

### Gemeinderat und Bürgermeister
Der Rat des Gemeinde Itterbeck besteht aus elf Ratsfrauen und Ratsherren. Dies ist die festgelegte Anzahl Mitglieder für eine Gemeinde mit einer Einwohnerzahl zwischen 1.001 und 2.000 Einwohnern. Die Ratsmitglieder werden durch eine Kommunalwahl für jeweils fünf Jahre gewählt.
Die vergangenen Kommunalwahlen ergaben folgende Sitzverteilungen:
| Partei/Liste                       | 2021 | 2016 |
| ---------------------------------- | ---- | ---- |
| Wählergemeinschaft Itterbeck (WGI) | 11   | 11   |
| Wahlbeteiligung (in %)             | 63,9 | 61,2 |

### Wappen
Am 3. November 1970 beschloss der Rat der Gemeinde Itterbeck die Annahme des nachfolgend beschriebenen vom Heraldiker Hans Heinrich Reclam aus Osnabrück entworfenen Wappens.
Wappenbeschreibung:
„In Gold ein grüner Wellen-Schräglinksbalken, beseitet von oben drei, unten vier grünen Kugeln.“
Begründung: Die Farben spielen auf den ersten Teil des Ortsnamens an (Itter = Heide), den Sand und den Pflanzenwuchs. Der Wellen-Schräglinksbalken verkörpert den im Namen der Gemeinde enthaltenen Bach. Die Kugeln, die auch im Wappen des Kreises und einiger Nachbarorte erscheinen (als sogenannte „Bentheimer Pfennige“) sind hier ganz an den Rand gerückt, um so die Lage von Itterbeck in der Nähe der Grenze anzudeuten. Ihre Zahl entspricht den Itterbecker Ortsteilen.

## Kultur und Sehenswürdigkeiten

### Bildung und Soziales
In Itterbeck gibt es eine Grundschule. Sämtliche weiterführende Schulen befinden sich im Nachbarort Uelsen. Für die kleineren Kinder gab es in der Gemeinde zwei Spielkreise: in Itterbeck der Spielkreis „Wonneproppen“ und in Egge die „Egger Zwerge“, die im Jahr 2012 zu einem Kindergarten im neu erbauten Bürgerzentrum zusammengefasst wurden. Seit 2001 gibt es in Egge darüber hinaus eine Loslösegruppe, in der Kinder ab 2½ Jahren betreut werden. Für die Älteren gibt es am Ort einen unabhängigen Jugendtreff sowie vom CVJM und der reformierten Kirchengemeinde organisierte Nachmittagsgruppen für Kinder.

### Freizeitmöglichkeiten
Im Ort stehen Tennisplätze, Fußballplätze und ein Lehrschwimmbecken zur Verfügung. Itterbeck verfügt über ausgedehnte Rad- und Wanderwege. Beliebte Ausflugsziele sind der „Egger Riese“, die Itterbecker Heide und die Itter-Quellen. Es gibt den „Hof für Heimatpflege“ zur Itterbecker Geschichte. Dazu gehört eine Trachtengruppe, die historische Itterbecker Trachten authentisch wiedergibt.
Das frühere Bundeswehrdepot wird vom niederländischen Unternehmer Hennie van der Most umgebaut. Hier soll ein Freizeitpark mit Golfplatz und Indoor-Camping entstehen.

## Verkehr
Itterbeck liegt an der Landesstraße 43. Busverbindungen der Verkehrsgemeinschaft Grafschaft Bentheim (VGB) bestehen nach Neuenhaus und Emlichheim. An Werktagen fahren sie im Stundentakt. Außerdem besteht ein Rufbusangebot der VGB, das Itterbeck mit Wielen verbindet. Von Frühjahr bis Herbst führen zu bestimmten Zeiten Busse auf der Linie Emlichheim – Neuenhaus Fahrradanhänger mit (Fietsenbus).